# Curruca
Curruca (лат.) — род птиц из семейства славковых (Sylviidae). Ранее всех представителей рода относили к роду Sylvia.

## Классификация
В состав рода включают 25 видов:
- Curruca nisoria (Bechstein, 1792) — Ястребиная славка
- Curruca layardi (Hartlaub, 1862) — Синичья славка Лайарда
- Curruca boehmi (Reichenow, 1882)
- Curruca subcoerulea (Vieillot, 1817) — Капская синичья славка
- Curruca curruca (Linnaeus, 1758) — Славка-завирушка
- Curruca lugens (Rüppell, 1840) — Бурая синичья славка
- Curruca buryi (Ogilvie-Grant, 1913) — Йеменская синичья славка
- Curruca leucomelaena Hemprich & Ehrenberg, 1833 — Пегая славка
- Curruca hortensis (Gmelin, 1789) — Певчая славка
- Curruca crassirostris (Cretzschmar, 1830) — Восточная певчая славка
- Curruca deserti (Loche, 1858)
- Curruca nana Hemprich & Ehrenberg, 1833 — Пустынная славка
- Curruca deserticola (Tristram, 1859) — Атласская славка
- Curruca mystacea (Ménétriés, 1832) — Белоусая славка
- Curruca ruppeli (Temminck, 1823) — Славка Рюппеля
- Curruca melanothorax (Tristram, 1872) — Кипрская славка
- Curruca melanocephala (Gmelin, 1789) — Средиземноморская славка
- Curruca iberiae (Svensson, 2013)
- Curruca subalpina (Temminck, 1820)
- Curruca cantillans (Pallas, 1764) — Субальпийская славка
- Curruca communis (Latham, 1787) — Серая славка
- Curruca conspicillata (Temminck, 1820) — Очковая славка
- Curruca sarda (Temminck, 1820) — Сардинская славка
- Curruca undata (Boddaert, 1783) — Провансальская славка
- Curruca balearica (von Jordans, 1913)